# Nomos (Gesetz)
Nomos (altgriechisch νόμος; Plural Nomoi) bezeichnete im antiken Griechenland ursprünglich das von der Volksversammlung einer Polis erlassene positive Recht im Unterschied zum ungeschriebenen Naturrecht (physis). In der Philosophie der Stoa konnte Nomos dann auch Naturgesetz bedeuten. Für das von Menschen erlassene Recht wurde dort der Begriff thesis verwendet, der noch heute im deutschen „Gesetz“ fortlebt.

## Gegensatz von Gesetz und Recht
Das Gesetz als Mittel zur Ordnung des Gemeinwesens verlangte unbedingten Gehorsam. Maßgeblich war allein sein Wortlaut. Sophokles behandelte dann das Thema des ungerechten, naturwidrigen Gesetzes in der Tragödie Antigone: Entgegen dem Verbot des Kreon, der die Staatsräson verkörpert, beerdigt Antigone ihren toten Bruder, weil das göttliche Gesetz und das Naturrecht dies verlangten.
Die Problematik der naturrechtswidrigen Gesetze behandelte auch Epiktet, fordert aber auch ihnen gegenüber Gehorsam.
Aristoteles unterscheidet Gesetz und Recht. Das Gesetz hätten die Menschen für sich selbst gesetzt, die Definition des Naturrechts in der Nikomachischen Ethik lautet hingegen: „das für politische Gemeinschaften geltende Recht zerfällt in das natürliche und in das gesetzliche. Das natürliche ist jenes, dass überall die gleiche Kraft besitzt, unabhängig davon, ob es anerkannt ist oder nicht. Das gesetzliche ist jenes, dessen Inhalt ursprünglich so oder anders sein kann und das erst durch positive Festsetzung so bestimmt wird“. Das eine ist also ewig und unabänderlich, das andere beliebig und abänderbar.
Die griechische Rhetorik erkannte, dass zwischen dem Wortlaut einer Norm und ihrem Sinn (rheton und dianoia) ein Widerspruch bestehen konnte, wenn der Wortlaut ungenau oder das Gesetz lückenhaft oder zu weit gefasst war. Sie überwand die positivistische Gesetzesanwendung, die nur auf den Wortlaut der Norm bedacht war und die Besonderheiten des Falles außer Acht ließ, durch Auslegung im Wege der Analogie oder teleologischen Restriktion. Nach Aristoteles darf das allgemein formulierte Gesetz, das die Vielfalt des Lebens unmöglich richtig und vollständig erfassen kann, daher ergänzt oder eingeschränkt werden.
Ein Beispiel bei Cicero: Ein Gesetz verbietet, nachts die Stadttore zu öffnen. Jemand öffnet sie im Krieg, um das Entsatzheer in die Stadt aufzunehmen, damit es nicht von den Feinden aufgerieben wird, die vor den Mauern ihr Heerlager haben.  Es liegt auf der Hand, dass der Helfer, der die Stadttore entgegen dem Verbot geöffnet hat, nicht bestraft werden darf, obwohl der Wortlaut dies verlangt. Diese Auslegung nach dem Sinn, der ratio legis, ermöglicht zwar eine vernünftige Rechtsanwendung, macht aber die Gesetzesanwendung unsicher. Je weiter man sich im Interesse der Einzelfallgerechtigkeit vom Wortlaut entfernt, umso mehr wird die Rechtssicherheit beeinträchtigt.

## Gesetzesverständnis in der griechischen Antike

### Homer
Nomos ist nach den Hymnen des Orpheus nach Nemesis ‚Zuteilungen‘, Dike ‚Rechtsprechung‘ und Dikaiosyne ‚Staatsrecht‘ der vierte und historisch letzte Rechtsbegriff der Griechen. Die Bedeutung des Gesetzes ergibt sich aus dem 65. Orpheus’schen Hymnos an Nomos:
„Der Sterblichen und der Unsterblichen

heiligen Herrscher rufe ich an!

Den himmlischen Nomos,

den Ordner der Sterne!

Des salzrauschenden Meeres und der Erde

heiliges, unwandelbares und sicheres Siegel!

Das Unparteiische der Natur

mit steten Gesetzen bewahrend, die er trägt.

Der den großen Uranus umwandert

und den nichtswürdigen Neid

mit wirbelnder Art vertreibt!

Auch erweckt er den Menschen

würdige Ziele des edlen Lebens.

Denn einzig er selber lenkt

allein das Steuer der Lebenden,

stets Unabwendbar verbindend

mit aufrechtesten Meinungen.

Altehrwürdig, vielerfahren,

dem Freund der Gesetze hold,

doch dem Widergesetzlichen

bringt er Übel und schweren Verdruß

[…]“

### Hesiod
Hesiod, – der in etwa ein Zeitgenosse Homers war – verwendet den Begriff „Nomos“ in seiner Schrift Werke und Tage 275–285, wo er schreibt (Text redigiert und in spitzen Klammern Einfügung):
„Und hör’ auf das Gesetz, schlag’ Dir Gewalttat ganz aus dem Sinn.

Dies ist nämlich die Ordnung, die Zeus den Menschen gegeben <hat>:

Fische und wildes Getier und geflügelte Vögel die sollen

eins das and’re verzehren, denn es gibt kein Gesetz unter ihnen;

doch den Menschen verlieh er das Gesetz, das sich als das

weitaus Beste erweist; denn ist man gewillt, das Gerechte zu sagen,

wenn man es sieht, dann schenkt einem Zeus später Glück in Fülle.

Wenn aber einer, – bewußt ein Zeugnis mit Meineid beschwörend –,

lügt und trügt und, – unheilbar verblendet –, das Gesetz verletzt,

der hinterläßt den kommenden Tagen ein vergehendes Geschlecht.

Doch wer im Eid ehrlich <ist>, dessen Geschlecht wird künftig gedeihen.“

### Pindar
Dem unbedingten Gesetzesgehorsam steht ein Fragment von Pindar gegenüber, das sich unter den Bruchstücken, die keiner bestimmten Gattung zuzuordnen sind, befindet. In diesem Fragment „XXVIII“ heißt es (Text redigiert und Hervorhebung hinzugefügt):
„Nomos, – Herrscher über alle Sterblichen

und selbst die Unsterblichen –,

führt mit allmächtiger Hand und noch

das Gewaltsamste macht er zu Recht.

Des sind mir des Herakles Taten Zeugen, der

Geryones’ Rinder zu Eurystheus’ kyklopischem Tore trieb,

und hatte sie nicht erbeten und auch nicht gekauft […]“